# Adolf Ziegler
Adolf Ziegler (ur. 16 października 1892 w Bremie, zm. 18 września 1959 w Varnhalt koło Baden-Baden) – niemiecki malarz, prezes Izby Sztuk Pięknych Rzeszy, przedstawiciel sztuki Blut und Boden, organizator wystawy sztuki zdegenerowanej.

## Życiorys
W latach 1911–1924 studiował w Akademii Sztuk Pięknych w Weimarze z przerwą na służbę wojskową w okresie I wojny światowej. W latach 1924–1933 działał jako artysta niezależny. Po osobistym spotkaniu z Adolfem Hitlerem wstąpił w roku 1925 do NSDAP i został mianowany „doradcą do spraw Sztuk Plastycznych” w kierownictwie partii.
W listopadzie 1933 został mianowany profesorem w Akademii Sztuk Pięknych w Monachium. Malowane przez niego z naturalistyczną precyzją portrety i akty kobiece wzbudziły zachwyt Hitlera. Wśród krytyków skrajny naturalizm tych aktów przysporzył mu natomiast miano „narodowego malarza włosów łonowych” (Reichsschamhaarmaler). W listopadzie 1936 został mianowany prezesem Izby Sztuk Pięknych Rzeszy, stanowiącej dział Izby Kultury Rzeszy (Reichskulturkammer). W roku 1937 z polecenia Hitlera zajął się „oczyszczaniem” muzeów i galerii niemieckich z dzieł „sztuki zdegenerowanej”. W tej akcji skonfiskowano ponad 16 tysięcy dzieł sztuki, z których część sprzedano za granicę po rażąco niskich cenach, część publicznie spalono, a kilkaset pokazano na wystawie sztuki zdegenerowanej w Monachium. Los ten spotkał między innymi dzieła ekspresjonisty Emila Nolde. Artysta ten, pismem Zieglera z dnia 23 kwietnia 1941, został wykluczony z Izby Sztuk Pięknych Rzeszy i pozbawiony prawa do wykonywania zawodu. Jego 1052 prace zostały zarekwirowane. Jednocześnie Ziegler zadbał o promocję własnej twórczości na odbywającej się równocześnie w Monachium Wielkiej Wystawie Sztuki Niemieckiej i wydał książkę pod tytułem Die Kunst im Dritten Reich (Sztuka w III Rzeszy). 
W roku 1943 przerażony zbliżającą się klęską nazizmu, zaproponował rokowania pokojowe z Wielką Brytanią, za co trafił na krótko do obozu KL Dachau. Po wojnie zamieszkał u siostry w Baden-Baden. Przez komisję denazyfikacyjną został zakwalifikowany jako „Mitläufer” (bierny uczestnik). 
W przeciwieństwie do twórczości rzeźbiarzy Josefa Thoraka i Arno Brekera, których dzieła przetrwały jako świadectwa minionej epoki III Rzeszy, naturalistyczne, bezstylowe malarstwo Adolfa Zieglera stanowi już tylko dowód upodobań Hitlera. 